# Nanggalo
Nanggalo is een bestuurslaag in het regentschap Zuid-Pesisir van de provincie West-Sumatra, Indonesië. Nanggalo telt 5426 inwoners (volkstelling 2010).